# Elektron (Schiff)
Die Elektron war ein elektrisch angetriebenes Schiff der Firma Escher Wyss & Co. in Zürich. Es wurde auf der 1891 durchgeführten Frankfurter Elektrotechnischen Ausstellung erstmals unter dem Namen Zürich gezeigt. Es bestand aus Stahlblech, hatte ein durchgehendes Verdeck aus weißem Segeltuch und im hinteren Bereich einen festen Kajütaufbau.

## Technische Daten
Die Länge betrug 16 Meter und rund 15 Meter in der Wasserlinie, die Breite betrug rund 3 Meter und der Tiefgang 1,1 Meter. Der Elektromotor hatte eine Nennleistung von 8 PS (5,9 kW) bei der Drehzahl von 350 Umdrehungen pro Minute. Die aus Gelzellen aufgebaute Akkumulatorbatterie hatte eine Kapazität von 450 Amperestunden, der Entladestrom betrug rund 80 Ampere. Damit lief das Schiff eine Geschwindigkeit von 10 Kilometer pro Stunde. Der Akkumulator von der Accumulatoren-Fabrik Oerlikon bestand aus 56 Elementen in Glasgefäßen, die im unteren Teil des Schiffes angeordnet waren. Bei Anwendungen mit starken Belastungen der Akkus (Straßenbahn, Schiffe) empfahl Oerlikon die Gelfüllung, Batterien mit Säurefüllung dagegen für geringe Belastungen. Nachteile der Gelbatterien waren die Austrocknung der Zellen und der Einbuße an Kapazität. Daher sollte von Zeit zu Zeit auf die Gel-Masse etwas Wasser aufgegossen werden.

## Umbau
Das Schiff wurde nach der Ausstellung von der Allgemeinen-Elektricitäts-Gesellschaft gekauft, in Elektron umgetauft und anschließend auf dem Berliner Wannsee eingesetzt. Die bisherigen empfindlichen Glaszellen des Gel-Akkumulators wurden ersetzt durch robustere Zellen der Bleiakkus nach dem Tudor-Prinzip der Accumulatoren-Fabrik. Diese hatte Henri Tudor 1886 als seine Erfindung in Luxemburg und 1887 in Frankreich patentieren lassen. Der Akkumulator hatte damit eine Kapazität von 350 Amperestunden, der Entladestrom betrug ebenfalls 80 Ampere.
Zu dieser Zeit wurden von der AEG auch zwei kleinere E-Boote, die Watt und die Mathilde gekauft und auf dem Wannsee eingesetzt. Sie hatten eine Länge von 7,5 m, Breite von 1,9 m und 0,6 m Tiefgang. Erst 1894 wurde ein weiteres E-Boot auf deutschen Gewässern eingesetzt.